# Los Albarizones

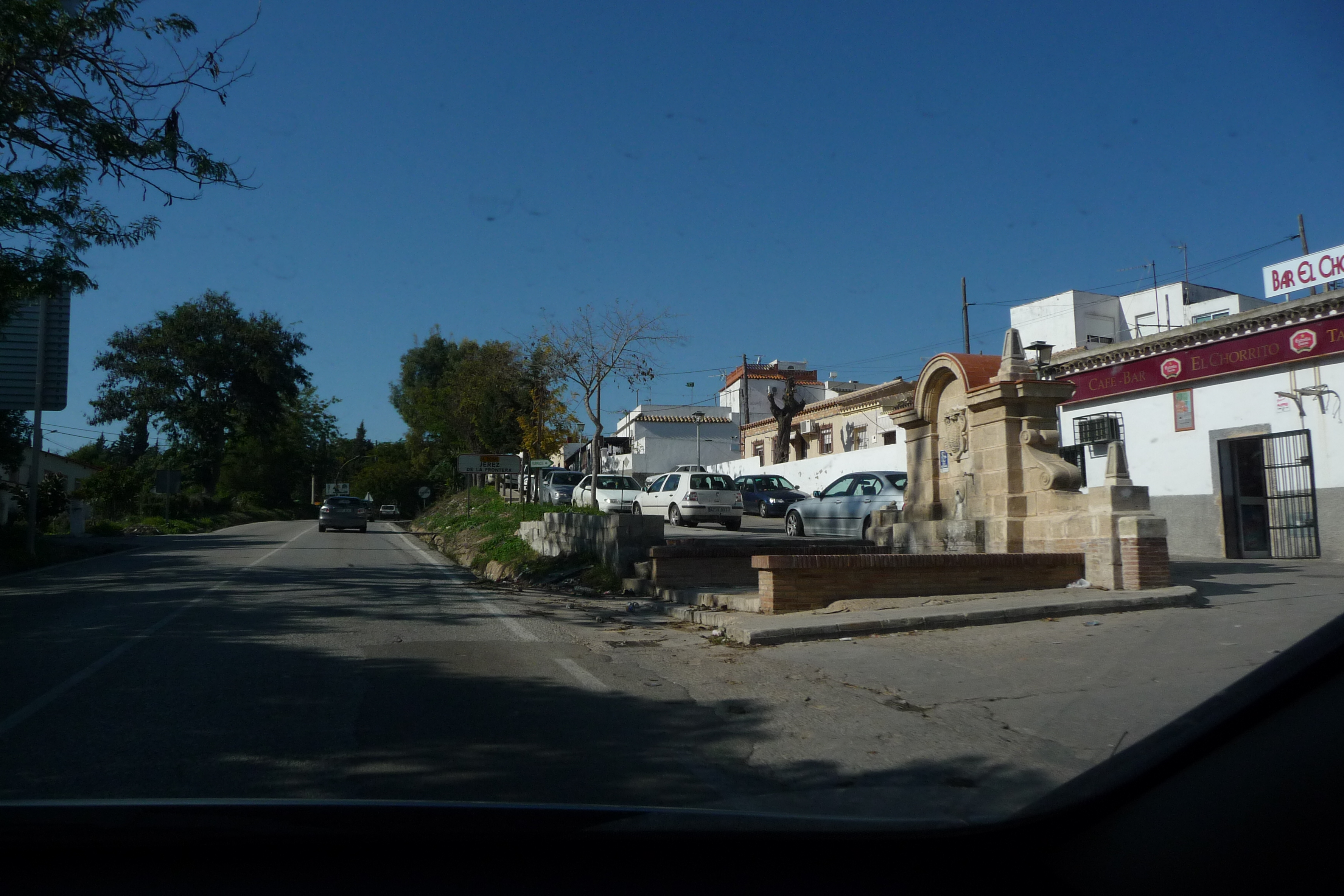
Fuente de los Albarizones.

Los Albarizones es una barriada rural española perteneciente al municipio andaluz de Jerez de la Frontera, en la provincia de Cádiz. Se encuentra la carretera Jerez - Los Barrios, a 3,5 km del casco urbano de Jerez, junto a la fuente Los Albarizones y al Monasterio de la Cartuja y tiene 420 habitantes.

## Orígenes
Existen evidencias de que desde la zona se llevaba agua a Jerez (La Alcubilla) por túneles en el siglo XVI, los túneles tienen en su base cimentación de época romana.
Pero fue hasta 1953 cuando se fundó por Fomento de Hogar en unos terrenos baldíos utilizados como descansadero de ganados, aunque anteriormente vivían en la zona algunas familias. Se pobló con vecinos provenientes de Colá-Lomopardo, dedicados a la agricultura, la pesca en el Guadalete y la extracción de arena.
Algunos de estos vecinos, aun siendo propietarios de los terrenos ocuparon zonas anexas con sus viviendas, cuya legalidad está siendo objeto de estudio actualmente.

## Actividades actuales

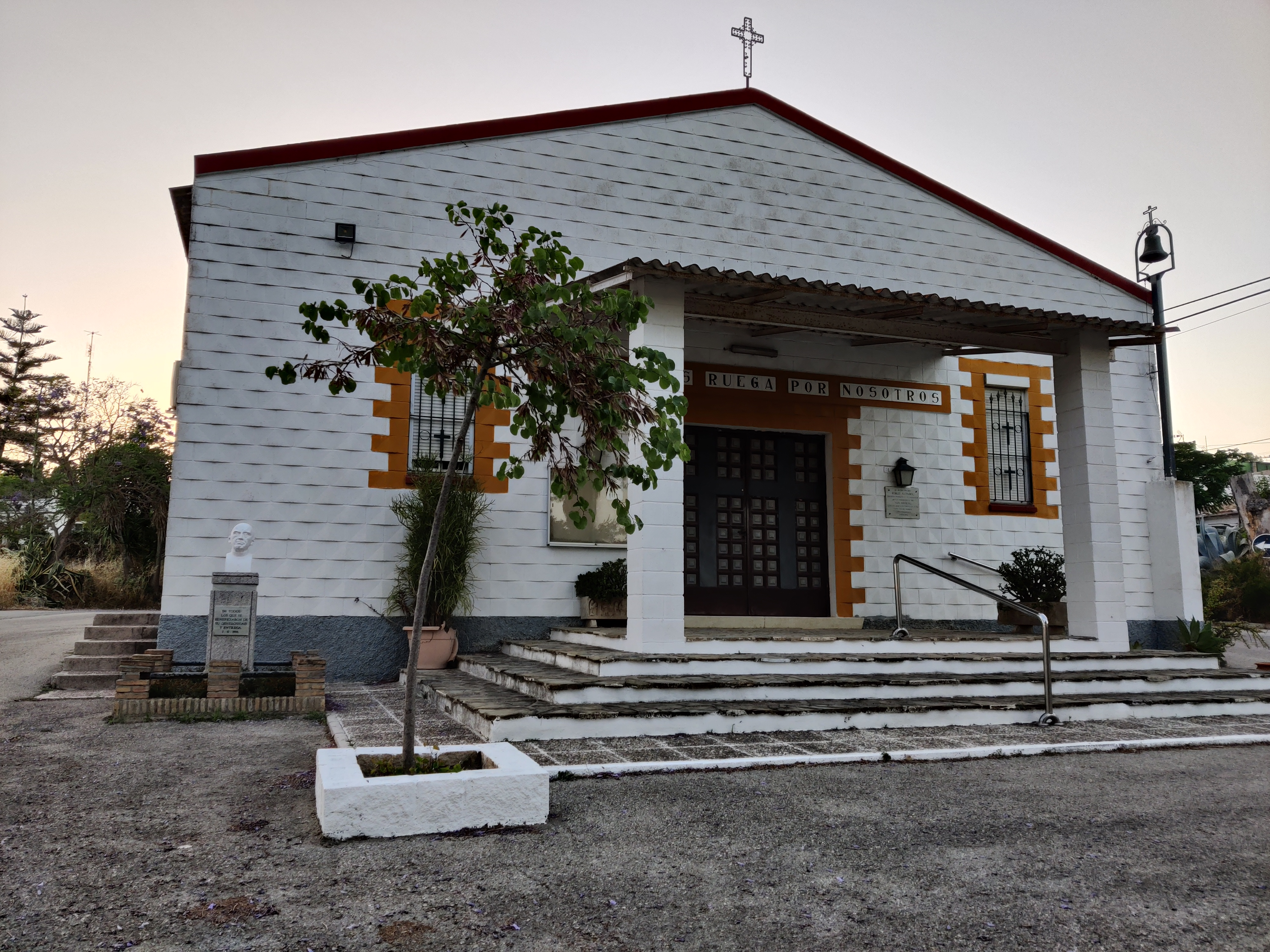
Parroquia

Hoy en día su población que se dedica a la agricultura y la construcción. Cuenta con autobús urbano que comunica la barriada con el centro de la ciudad, en dicha zona se encuentra  la Parroquia de San Andrés. Asimismo la Cartuja de la Defensión se encuentra muy cerca de la barriada.